# Chilothorax conspurcatus
Chilothorax conspurcatus is een keversoort uit de familie bladsprietkevers (Scarabaeidae). De wetenschappelijke naam van de soort werd in 1758 gepubliceerd door Carl Linnaeus.